# In the Glare of the Lights
In the Glare of the Lights è un cortometraggio muto del 1914 diretto da E.H. Calvert.

## Trama
Operaio in un'acciaieria, Glen Duval sogna di fare l'attore. Conosce così, innamorandosene, la prima attrice di una troupe teatrale itinerante.

## Produzione
Il film fu prodotto dalla Essanay Film Manufacturing Company.

## Distribuzione
Distribuito dalla General Film Company, il film - un cortometraggio in tre bobine - uscì nelle sale cinematografiche statunitensi il 17 ottobre 1914.